# Brenno Ambrosini
Brenno Ambrosini est un pianiste italien, né à Venise, qui poursuit une carrière en Espagne. Depuis 2015, il enseigne la musique de chambre au Conservatoire de Castilla y León, à Salamanque.

## Biographie
En 1990, il commence à jouer avec Mark Lubotsky. Après avoir été remarqué dans des concours de piano en Espagne (1988–1992), il s'est engagé dans une carrière de pédagogue et s'est impliqué dans la musique de scène contemporaine en Espagne. Il a défendu la musique pour piano des compositeurs soviétiques contemporains tels que Arvo Pärt, Sofia Gubaidulina, Boris Tishchenko et Alfred Schnittke, et a noué des relations artistiques étroites avec des compositeurs locaux tels que Francisco Llácer Pla. Depuis 1994, il joue en duo avec David Kuijken. Il a aussi poursuivi une carrière de musique de chambre avec les quatuors Brodsky et Prazak. 
De nombreux compositeurs contemporains ont créé des œuvres à son intention, comme Haig Vartan, Viktor Suslin, Reinhard David Flender, Francisco Llácer Pla et Carlos Cruz de Castro.
Il est professeur au Conservatoire de Castellón, et est devenu membre de la Société Liszt de Londres,.

## Prix
- 1988 - Cidade de Porto. 1er prix.
- 1988 - Concours international de piano José Iturbi. 2e prix.
- 1990 - Santander International Piano Competition. Finaliste.
- 1992 - Concours international de piano de Jaén. 1er prix, prix Rosa Sabater.